# Odostomia turrita
Odostomia turrita är en snäckart som beskrevs av Sylvanus Charles Thorp Hanley 1844. Odostomia turrita ingår i släktet Odostomia, och familjen Pyramidellidae. Arten är reproducerande i Sverige.